# María Isabel (telenovela de 1997)
Si tú supieras... María Isabel es una telenovela mexicana producida por Carla Estrada para Televisa en 1997.
Adaptación de la obra original de Yolanda Vargas Dulché María Isabel, acerca de una indígena huichola que encuentra el amor en la ciudad junto a un millonario, sin embargo su clase y educación provocan diversos conflictos con su familia y la familia de su marido. Vargas Dulché fue la encargada de adaptar la historieta junto a René Muñoz.
Protagonizada por Adela Noriega y Fernando Carrillo, con las participaciones antagónicas de Jorge Vargas, Lilia Aragón, Emoé de la Parra, Patricia Reyes Spindola y Lorena Herrera; además de las actuación estelar de José Carlos Ruiz y Mónica Miguel.

## Argumento
María Isabel es una bella e inocente indígena huichola que vive en un pueblo del estado de Nayarit con su "tata" (padre), Pedro y con Chona, su madrastra, quien siempre la ha odiado y maltratado. Cuando era niña, María Isabel jugaba con Graciela Pereyra, la hija de don Félix Pereyra, un poderoso hacendado de la región. Pero Graciela es enviada a un internado en la Ciudad de México y le regala a María Isabel la muñeca con la que jugaban y a la que nombraron como Rosa Isela. 
María Isabel, convertida en toda una mujer, espera paciente la llegada de su amiga, a quien quiso como una hermana. Como muestra de ese cariño, María Isabel todavía guarda la muñeca que le dio años atrás. La belleza de María Isabel despierta las pasiones de muchos hombres en el pueblo; entre ellos está Nicolás, un indígena que quiere hacerla suya a cualquier precio, y el propio don Félix, quien se enamora de ella al verla bañarse en el río. A pesar de todo, María Isabel encuentra el amor en Andrés, quien la quiere honestamente. Con la aprobación de Pedro, María Isabel empieza a trabajar en la casa de don Félix.
Poco después, Graciela regresa al pueblo y se reencuentra con María Isabel; las dos vuelven a ser amigas y cómplices de todos sus sentimientos y acciones. Don Félix quiere casar a su hija con Antonio, el hijo de su mejor amigo para beneficio de ambos, pero Graciela se enamora perdidamente de Leobardo, un ingeniero de la capital que construye una carretera en los alrededores de la hacienda de Don Félix; esto hace que se enfurezca y le declare la guerra. 
Nicolás extiende un rumor falso acerca de la pureza de María Isabel, provocando que Andrés no quiera saber nada de ella. Por ello, María Isabel se refugia en su amiga Graciela; por su parte, esta se entrega a Leobardo. Don Félix se entera de la relación del ingeniero y su hija, por lo que Manuela, la nana de Graciela, le recomienda que mande a matar al ingeniero, es así como Manuela habla con Nicolás para  mate a Leobardo, a quien le paga. Nicolás cumple con lo ordenado y Leobardo es asesinado.
Tras la muerte de Leobardo, Graciela se entera de que está embarazada y huye a Jalisco con María Isabel. Sin embargo, al darse cuenta de que Manuela las ha descubierto, deciden huir a la capital, además, les queda muy poco dinero. Lamentablemente, Graciela muere días después del parto, pero no sin antes pedirle a María Isabel que bautice a su hija como Rosa Isela en honor a la muñeca con la que jugaban y además que huya a la Ciudad de México con la niña. Hace que le jure que jamás le entregará la niña a Don Félix, y que jamás le cuente a Rosa Isela que ella no es hija de María Isabel. 
María Isabel cumpliendo la última voluntad de su amiga,  huye a la capital, donde consigue varios trabajos, pero el destino hace que por diversas circunstancias ninguno le dure por mucho tiempo. No obstante, cuando menos se lo espera, consigue trabajo como empleada en casa de Ricardo Mendiola, un millonario quien es viudo y tiene una hija llamaba Gloria. Su esposa Elisa, pierde la vida por un impacto de bala en un robo que sufrió al salir de un banco con joyas muy valiosas. Ricardo tiene también a su tía Rosaura, quien es una mujer que pasaba el día atormentando a Elisa diciéndole que nunca podría tener más hijos, ya que le habían sacado la matriz producto de un tumor. La mujer se entromete en la vida de su sobrino y pasa todo el tiempo burlándose del origen de María Isabel.
Ricardo se enamora de María Isabel y cuando ésta le corresponde ambos se casan y empiezan una vida juntos. Y aunque parece que la vida ahora le sonríe a la bella indígena, ahora tendrá que enfrentarse a las burlas y las críticas de la alta sociedad por su origen humilde.

## Elenco
- Adela Noriega - María Isabel Sánchez de Mendiola
- Fernando Carrillo - Ricardo Mendiola
- Rafael Rojas - Rigoberto
- Patricia Reyes Spíndola - Manuela
- Jorge Vargas  - Félix Pereyra
- Lilia Aragón - Rosaura
- José Carlos Ruiz - Pedro Sánchez
- Mónica Miguel - Asunción "Chona" de Sánchez
- Emoé de la Parra - Débora Serrano
- Marcelo Buquet - Cristóbal
- Aurora Clavel - Amargura López
- Bertha Moss - Eugenia Jiménez
- Ana Luisa Peluffo - Iris Jiménez
- Sabine Moussier - Mireya Serrano
- Rocío Gallardo - Felicitas
- Paola Otero - Gloria Mendiola
- Abraham Ramos - Ramón
- Ilse - Graciela Pereyra
- Alejandro Aragón - Leobardo Rangel
- Raúl Araiza - Andrés
- Juan Felipe Preciado (†) - Rómulo Altamirano
- Rodrigo Vidal - Gilberto
- Lorena Herrera - Lucrecia Fontaner
- Roberto Ballesteros - Armando Noguera
- Jorge Salinas - Rubén
- Polo Ortín - Ministerio Vilchis
- Guillermo Aguilar - Dr. Rivas
- Isabel Martínez "La Tarabilla" - Chole
- Javier Herranz - José Luis
- Angelina Peláez - Micaela
- Charly López - Nicolás
- Susana González - Elisa Alcántara de Mendiola
- Valentino Lanús - Antonio Altamirano
- Omar Alexander - Anselmo
- Ángeles Balvanera - Panchita
- Eduardo Benfato - Filiberto
- Patricia Bolaños - Abundia de Altamirano
- Mariana Brito - Licha
- Wilson Cruces - Genaro
- Jorge Esma - Remigio
- José Antonio Estrada - Chimo
- Juan Goldaracena - Darío
- Susana Lozano - Olivia
- Julio Monterde - Dr. Carmona
- Alexander Rey - Sixto
- Marcelo Portela - Toribio
- Fátima Torre - María Isabel (niña)
- Naydelin Navarrete - Graciela Pereyra (niña)/Rosa Isela Sánchez (10 años)
- Ximena Sariñana - Rosa Isela Sánchez (13 años)
- Violeta Isfel - Gloria Mendiola (10 años)
- Andrea Lagunes - Gloria Mendiola (6 años)
- Natalia Juárez - Rosa Isela Sánchez (bebé)
- Yadhira Carrillo - Josefina
- Sergio Basañez - Gabriel
- Arturo Lorca - Roberto
- Amira Cruzat - Nora
- Miguel Zaragoza - Jacinto
- Sara Monar - Margarita
- Arturo Paulet - Carlos
- Paola Flores - Lupe
- Carlos Osiris - Ratas
- Guillermo Rivas - Padre Salvador
- Patricia Martínez - Matilde
- Gloria Morell - Benigna [5]
- Tania Vázquez - Sonia
- Carlos López Estrada - Pedrito
- Magda Guzmán - Directora
- Evelyn Solares - Candita
- Mónica Prado - Lourdes
- Cosme Alberto
- José Ignacio
- Carlos Speitzer
- Andrea Torre - Amiga de Gloria
- Ingrid Martz - Amiga de Gloria [6]
- Ernesto Laguardia - Luis Torres

## Equipo de producción
- Argumento original - Yolanda Vargas Dulché
- Versión libre para TV - René Muñoz, Yolanda Vargas Dulché
- Libretos y adaptación - Liliana Abud, Carmen Daniels
- Edición literaria - Ricardo Fiallega
- Escenografía - Ricardo Navarrete
- Diseño de vestuario - Silvia Terán y Claudia Meléndez
- Diseño de imagen - Mike Salas
- Ambientación - Gerardo Hernández
- Tema de entrada - Si tú supieras
- Autores - Kike Santander, Emilio Estefan
- Intérprete - Alejandro Fernández
- Musicalizador - Jesús Blanco
- Editores - Juan José Franco y Luis Horacio Valdez
- Jefe de producción - Guillermo Gutiérrez
- Gerente de producción - Diana Aranda
- Productor asociado - Arturo Lorca
- Director de cámaras en localización - Jesús Acuña Lee
- Director de escena en localización - Mónica Miguel
- Director de cámaras - Alejandro Frutos Maza
- Director de escena - Miguel Córcega
- Productora - Carla Estrada

## Premios y nominaciones

### Premios TVyNovelas 1998
| Categoría                   | Nominado(a)             | Resultado |
| --------------------------- | ----------------------- | --------- |
| Mejor actriz joven          | Adela Noriega           | Ganadora  |
| Mejor actor protagónico     | Fernando Carrillo       | Nominado  |
| Mejor primera actriz        | Patricia Reyes Spíndola | Nominada  |
| Mejor historia o adaptación | Yolanda Vargas Dulché   | Nominada  |

### Premios ACE 1999
| Categoría                  | Nominado(a)       | Resultado |
| -------------------------- | ----------------- | --------- |
| Mejor actriz de televisión | Adela Noriega     | Ganadora  |
| Mejor actor de televisión  | Fernando Carrillo | Nominado  |

### Premios Eres 1998
| Categoría                 | Nominado(a)                            | Resultado |
| ------------------------- | -------------------------------------- | --------- |
| Mejor telenovela          | Carla Estrada                          | Ganadora  |
| Mejor actor de telenovela | Fernando Carrillo                      | Ganador   |
| Mejor tema musical        | Si tú supieras por Alejandro Fernández | Ganador   |

### BMI Latin Awards
| Categoría             | Nominado       | Resultado |
| --------------------- | -------------- | --------- |
| Mejor canción del año | Kike Santander | Ganador   |

## Otras versiones
- María Isabel está basada en la historieta del mismo nombre que fue publicada en la revista de historietas Lágrimas, risas y amor. Esta historia fue llevada a la pantalla en otras ocasiones:
  - La primera versión en televisión fue la telenovela María Isabel de 1966 producida por Valentín Pimstein y protagonizada por Silvia Derbez y Raúl Ramírez.
  - La historia de María Isabel también fue llevada al cine dividida en dos películas, la primera, María Isabel filmada en 1967 y la segunda, El amor de María Isabel filmada en 1968. Las películas fueron protagonizadas por Silvia Pinal y José Suárez.